# Катажина (Великопольське воєводство)
Катажина (пол. Katarzyna) — село в Польщі, у гміні Пшедеч Кольського повіту Великопольського воєводства.
Населення — 337 осіб (2011).
У 1975-1998 роках село належало до Конінського воєводства.

## Демографія
Демографічна структура станом на 31 березня 2011 року:
|          | Загалом | Допрацездатний вік | Працездатний вік | Постпрацездатний вік |
| -------- | ------- | ------------------ | ---------------- | -------------------- |
| Чоловіки | 168     | 32                 | 115              | 21                   |
| Жінки    | 169     | 38                 | 91               | 40                   |
| Разом    | 337     | 70                 | 206              | 61                   |